# Dag Larsson
Dag Larsson, född 8 december 1948, är en svensk ishockeyledare. Han var sportchef i HV71 från 1998 fram till det att han avskedades 2005. Höjdpunkten under tiden i HV71 var SM-guldet 2004. Därefter var han sportchef i IK Oskarshamn 2007-2010. Efter att Larsson slutat på HV 71 så fortsatte han sin karriär inom belysningsbranschen. Han började då på ett företag i Bankeryd som heter Elektro Elco. Han är nu[när?] verksam i HC Dalen. Larsson har även varit fritidspolitiker för moderaterna.